# John Ballard
John Ballard (* im 16. Jahrhundert; † 20. September 1586 in London) war ein englischer Jesuitenpriester und Drahtzieher der Verschwörung gegen Königin Elisabeth I., der sogenannten Babington-Verschwörung.

## Leben
John Ballard studierte am Caius College in Cambridge und am Englischen College in Reims. Während seines Aufenthaltes in Reims 1584/85 wurde durch ihn die sogenannte Babington-Verschwörung vorbereitet, als deren Drahtzieher er heute gilt. Priester John Savage leistete ihm den Eid, die Königin Elisabeth zu töten.
Ballard hatte 1584 in Reims eine Zusammenkunft mit Kardinal Allen und reiste im August/September 1584 nach Rom, wo er mit dem Rektor des Englischen Kollegs Alfonso Agazzari eine Diskussion über die Rechtmäßigkeit eines Komplotts gegen die Königin hatte und den Segen des Papstes Gregor XIII. für seine geplante Verschwörung bekam.
Nach Vervollständigung seiner Ausbildung als Jesuitenpriester in Reims kehrte Ballard 1585 als katholischer Missionar nach England zurück. Zur Verheimlichung seiner wahren Identität trat er unter verschiedenen Namen wie Turner, Thompson auf oder ernannte sich zum Soldat des Hofes, Captain Fortescue oder Black Foskew.
Im Mai 1586 informierte er in Paris Charles Paget, einen Anhänger von Königin Maria von Schottland und den spanischen Minister Mendoza, dass der katholische Adel in England bei Hilfestellung von Spanien zu einer Revolte gegen Elisabeth und ihre Berater bereit seien. Ende Mai 1586 stiftete er unverzüglich Anthony Babington, Chidiock Tichborne und andere an, die englische Königin Elisabeth zu ermorden, letztlich als Vorspiel einer geplanten Invasion spanisch-geführter Katholiken in England.
Die Verschwörung wurde verraten, und am 4. August 1586 wurde Ballard verhaftet. Ballard wurde gefoltert. Nach dem Gerichtsprozess wurde Ballard als erster der Verschwörer am 20. September 1586 hingerichtet.

## Weblink
- Babington Plot auf tudorplace.com (englisch)

| Personendaten    | Personendaten                                                       |
| ---------------- | ------------------------------------------------------------------- |
| NAME             | Ballard, John                                                       |
| KURZBESCHREIBUNG | englischer Jesuitenpriester, Drahtzieher der Babington-Verschwörung |
| GEBURTSDATUM     | 16. Jahrhundert                                                     |
| STERBEDATUM      | 20. September 1586                                                  |
| STERBEORT        | London, England                                                     |